# Zsolt Bor
Zsolt Bor (ur. w 1949), węgierski fizyk. Pracuje obecnie na uniwersytecie w Segedynie, jest członkiem Węgierskiej Akademii Nauk. Zajmuje się badaniami w dziedzinie optyki i elektroniki kwantowej. Jest wynalazcą Rhinolight phototherapeutical apparatus – aparatu do optycznej terapii kataru siennego.